# Ōi (Kanagawa)
Ōi (大井町 Ōi-machi?) es un pueblo en la prefectura de Kanagawa, Japón, localizado en el centro-este de la isla de Honshū, en la región de Kantō. Tenía una población estimada de 17 062 habitantes el 1 de septiembre de 2020 y una densidad de población de 1187 personas por km².

## Geografía
Ōi está localizado en la parte centro-oeste de la prefectura de Kanagawa, lindando con las montañas Tanzawa, uno 50 kilómetros al oeste de Yokohama y 70 km del centro de Tokio. Limita con las ciudades de Odawara y Hadano, así como con los pueblos de Nakai, Matsuda y Kaidei.

## Historia
Durante el período Edo, el área de Ōi era parte del dominio Odawara, junto con la mayor parte del oeste de la provincia de Sagami. Después de la restauración Meiji, se convirtió en parte del distrito de Ashigarakami en la prefectura de Kanagawa. El 1 de abril de 1889, el distrito de Ashigarakami se dividió administrativamente en villas, incluidas Kaminaka, Soga, Yamada y Kaneda. El 3 de noviembre de 1943 las aldeas de Yamada y Kaminaka se fusionaron para formar la aldea de Aiwa. Posteriormente Aiwa perdió una porción de su territorio con el vecino Nishihadano el 20 de junio de 1956. La porción restante se fusionó con Kaneda y porciones de Soga para formar Ōi el 1 de abril de 1956.

## Demografía
Según los datos del censo japonés, la población de Ōi ha aumentado constantemente en los últimos 70 años.
| Gráfica de evolución demográfica de Ōi entre 1960 y 2015 |
|                                                          |
| Oficina de Estadística de Japón                          |